# 火星の旗

火星の旗

火星の旗（かせいのはた）とは、火星を意味する三色旗のことである。この旗は火星協会や惑星協会にて使用されていて、スペースシャトル・ディスカバリーに載せられて宇宙へ行ったこともある。
ただし公式的には火星には公式な旗を決定する権力のある政体がないため真の意味での公式な旗ではなく、また宇宙条約で天体の私物化が禁止されているため、法的には特に効力はない。

## 旗の由来
旗の色は未来の火星をイメージしている。旗竿に一番近い赤は現在の火星を意味し、緑と青は火星に人が住めるようにする事を望み、それを達成できる能力があることを意味している。また、この概念はキム・スタンリー・ロビンソンの《火星三部作》(Mars trilogy) から来ている。

## 旗の使用されている場所
- フラッシュライン火星北極調査基地（FMARS、カナダ・ヌナブト準州デヴォン島）
- 火星砂漠研究基地（MDRS、アメリカ合衆国・ユタ州）